# Le Démon dans l'île
Pour plus de détails, voir Fiche technique et Distribution.
Le Démon dans l’île est un film d'horreur français réalisé par Francis Leroi et sorti en 1983.

## Synopsis
Dans une île de Normandie, des accidents graves surviennent en lien avec un enfant. En vérité cet enfant a des pouvoirs psychiques : il jette un sort sur des articles et produits du supermarché.

## Fiche technique
- Titre : Le Démon dans l’île
- Réalisation : Francis Leroi
- Scénario : Francis Leroi, Owen T. Rozmann
- Musique : Christian Gaubert
- Affiche Philippe Lemoine
- Société de distribution : AMLF
- Durée : 102 minutes
- Date de sortie : France : 30 mars 1983
- Interdit aux moins de 12 ans

## Distribution
- Jean-Claude Brialy : Dr Paul Henry Marshall
- Anny Duperey : Dr Gabrielle Martin
- Gabriel Cattand : Henry Garland, le pharmacien
- Pierre Santini : Richard, le maire de l'île
- Cerise[1] : Marie Talbot, la secrétaire de mairie
- Janine Magnan : Claire Garland
- Adeline Guilhen : Laura Garland
- Annie Gauthier : Carole, la caissière Superilette
- Bruno Bruneau : Patrick Benson
- Mr Guilhen : M. Benson
- Caroline Sihol : Hélène Cayrade
- Mr Lallemand : Le père Cayrade
- Michèle Moretti : Lisa
- Michel Caron : Léon Hernandez, le maçon
- Jean-Louis Foulquier : Fred
- André Rouyer : Georges Cotier, le patron de la Superilette
- Julienne Brac : Mme Cotier
- Jacques Marbeuf : Le biologiste au laboratoire d'analyses
- Jean-José Richer : Un passant sur le port
- Evelyne Dandry : Gisèle Hernandez
- Catherine Alcover : Louise, la femme de ménage de Gabrielle

## Lieux de tournage
- Barfleur[2]
- Portbail
- Serq
- Gatteville Le Phare

## Distinctions
Le film obtient le Prix du suspense au Festival international du film fantastique d'Avoriaz en 1983,.